# Mayte Martín
María Teresa Martín Cadierno (Barcelona, 19 de abril de 1965), conocida artísticamente como Mayte Martín, es una cantante, compositora y cantaora de flamenco y boleros española. 
Tras iniciar su carrera en certámenes flamencos, en 1994 publicó su primer disco Muy frágil, a los que siguieron Free boleros (1996) y Querencias (2000). En los años siguientes continuó alternando entre el flamenco y el bolero en proyectos como Tiempo de amar (2002) y De fuego y de agua (2007). Martín ha recibido distintos premios, y en 2021 le fue concedida la Medalla de Oro al mérito en las Bellas Artes.

## Trayectoria artística

### 1985-2000: Inicios y primeros álbumes
Nació en Barcelona, hija de padre malagueño y madre catalana. Se inició en el flamenco en 1985, participando en las primeras peñas flamencas catalanas, y en los años siguientes continuó actuando en distintos certámenes. En 1987 ganó la Lámpara Minera del Festival del Cante de las Minas. En 1994 publicó su primer disco, Muy frágil, en el que alternaba flamenco tradicional con temas propios. Dos años después grabó su segundo disco, Free boleros, centrado en este género e interpretado junto al pianista Tete Montoliu. Ese mismo año gana el Premio Ciudad de Barcelona de Música. En 1999 colaboró en Quédate Conmigo de Moncho. En el año 2000 colaboró con la  bailaora Belén Maya en una serie de espectáculos conjuntos, de los que salió su tercer disco, orientado de nuevo al flamenco y titulado Querencias.

### 2002-2009:Tiempo de amaryDe fuego y de agua
En 2002 se editó el álbum de boleros clásicos y canciones propias Tiempo de amar, que contó con la colaboración de la artista cubana Omara Portuondo. En 2003, la compañía Mayte Martín-Belén Maya estrenó el espectáculo Flamenco de Cámara. En 2005 y 2006 interpretó su espectáculo Mis 30 años de amor al arte, que repasaba su trayectoria flamenca y en el bolero y se estrenó en el Palacio de la Música Catalana de Barcelona para después continuar por otros teatros españoles.
En 2007 presentó el proyecto De fuego y de agua, interpretado junto a las pianistas Katia y Marielle Labèque, que incluía canciones populares españolas recogidas por Federico García Lorca junto a temas de Joaquín Rodrigo, Manuel de Falla, Enrique Granados, Paco de Lucía, Carlos Gardel, temas del repertorio de Martín y otros escritos por Joan Albert Amargós y Lluís Vidal, autores de los arreglos. Se editó en forma de disco en 2008 bajo el mismo título.En 2009 Martín publicó como disco el espectáculo Al cantar a Manuel, que se basaba en versos del poeta malagueño Manuel Alcántara y que fue parte de un homenaje al poeta en la bienal de flamenco de Málaga en 2007.Su versión del bolero "Procuro olvidarte" figura en la banda sonora del documental Bicicleta, cuchara, manzana (2010), dirigido por Carles Bosch.

### 2012-presente: últimos proyectos
En 2012 autoeditó su disco de boleros y canciones de amor Cosas de dos grabado en directo en los conciertos del 11 y 12 de mayo de 2012 en la Sala Luz de Gas de Barcelona. El año siguiente estrenó su espectáculo en directo Por los muertos del cante en la Cúpula Las Arenas de Barcelona, recreando algunos cantes que le han emocionado durante su vida.
En 2017 publicó su disco Tempo rubato, financiado a través de crowdfunding, que contenía principalmente temas propios y en cuyos arreglos colaboró Joan Albert Amargós.El álbum alcanzó el puesto 30 en la lista de ventas de España. En 2024 presentó Tatuajes, en el que rindió homenaje a clásicos de la canción de autor y la canción latinoamericana en formato de cuarteto.
En 2021 Mayte Martín recibe la Medalla de Oro al Mérito en las Bellas Artes y en 2024 recibe el Premio Nacional de Cultura de Cataluña.

## Vida personal
Martín es abiertamente lesbiana, siendo una de las primeras artistas flamencas contemporáneas en hacerlo público, y ha defendido la importancia de la visibilidad para las generaciones más jóvenes.

## Discografía

### Álbumes de estudio
- Muy frágil (1994).
- Free boleros (con Tete Montoliu) (1996).
- Querencia (2000).
- Tiempo de amar (2002).
- De fuego y de agua (con Katia y Marielle Labèque) (2008).
- Al cantar a Manuel (2009).
- Cosas de dos (2012).
- Tempo Rubato (2017).
- Tatuajes (2024).

## Premios y reconocimientos
- Lámpara Minera en el Festival del Cante de las Minas (1987)[17]
- Premio Ciudad de Barcelona de Música (1996).[3]
- Premio de Cultura de la Comunidad de Madrid (2019).[18]
- Medalla de Oro al Mérito en las Bellas Artes (2021).[19]
- Premio Nacional de Cultura de Cataluña (2024).[14]